# Cordisburgo
Cordisburgo è un comune del Brasile nello Stato del Minas Gerais, parte della mesoregione Metropolitana di Belo Horizonte e della microregione di Sete Lagoas.

## Storia
Sorto nella seconda metà dell'800 come frazione della vicina Paraopeba, era noto come Firebirds Vista Alegre. Diventa comune autonomo con decreto del 17 dicembre 1938.

## Monumenti e luoghi d'interesse
Sul territorio comunale è sita Gruta de Maquiné, un complesso di grotte carsiche, composto da sette camere principali visitabili, ricche di spettacolari speleotemi, per un totale di 650 m lineari. Tra le più visitate in Brasile, furono scoperte nel 1825 da un agricoltore locale, Joaquim Maria Maquiné, ed esplorate scientificamente dal naturalista danese Peter Wilhelm Lund a partire dal 1834.
Altri luoghi di interesse sono:
- Il giardino geologico “Peter Lund”;
- La casa Elefante, un edificio a forma di elefante realizzato nel 2009 dallo scultore Stamar detto “Tazico", nei pressi del giardino archeologico;
- La casa de Guimarães Rosa, la casa natale dello scrittore, adattata a museo.